# Palácio da Independência
Palácio da Independência (również Palácio Almada) – pałac pochodzący z XV wieku, w Lizbonie, w Portugalii. Należał od wybudowania do chwili wykupu go przez państwo do rodziny Almada.
To właśnie w tym pałacu, Antão de Almada i 40 spiskowców obradowało na ostatnim spotkaniu, które dało podstawę do odzyskania niepodległości Portugalii, w dniu 1 grudnia 1640 o obaleniu hiszpańskiego jarzma i aklamację króla Jana IV.
Znajduje się na Largo de São Domingos, koło placu Rossio w Lizbonie, dawniej zwanym również jako Palácio do Rocio lub Palácio de São Domingos.